# パリ砲
パリ砲（パリほう、Paris-Geschütz）は、第一次世界大戦期、ドイツ軍がパリを砲撃するために製造した大砲。第一次世界大戦最大の巨砲であり、初期のスーパーガン（超巨大砲）である。

## 概要
空気の薄い上空にまで砲弾を打ち上げると、空気抵抗の影響を受けにくい理由により射程が驚異的に伸びることに着目して開発された。
当時のドイツ皇帝の名から、ヴィルヘルム砲とも呼ばれる。
しばしば、1914年にリエージュ要塞を砲撃した「ベルタ砲」や、ヴェルダン要塞攻略で用いられた「マックス砲」と混同されフランス人はパリ砲をこの名前で呼んだ。これらの有名な砲類はすべてクルップ社により製造された。
パリ砲は、のち第二次世界大戦期にドイツで製造された80cm列車砲やV3 15センチ高圧ポンプ砲が登場するまでは、世界最大の火砲であった。

## 特徴

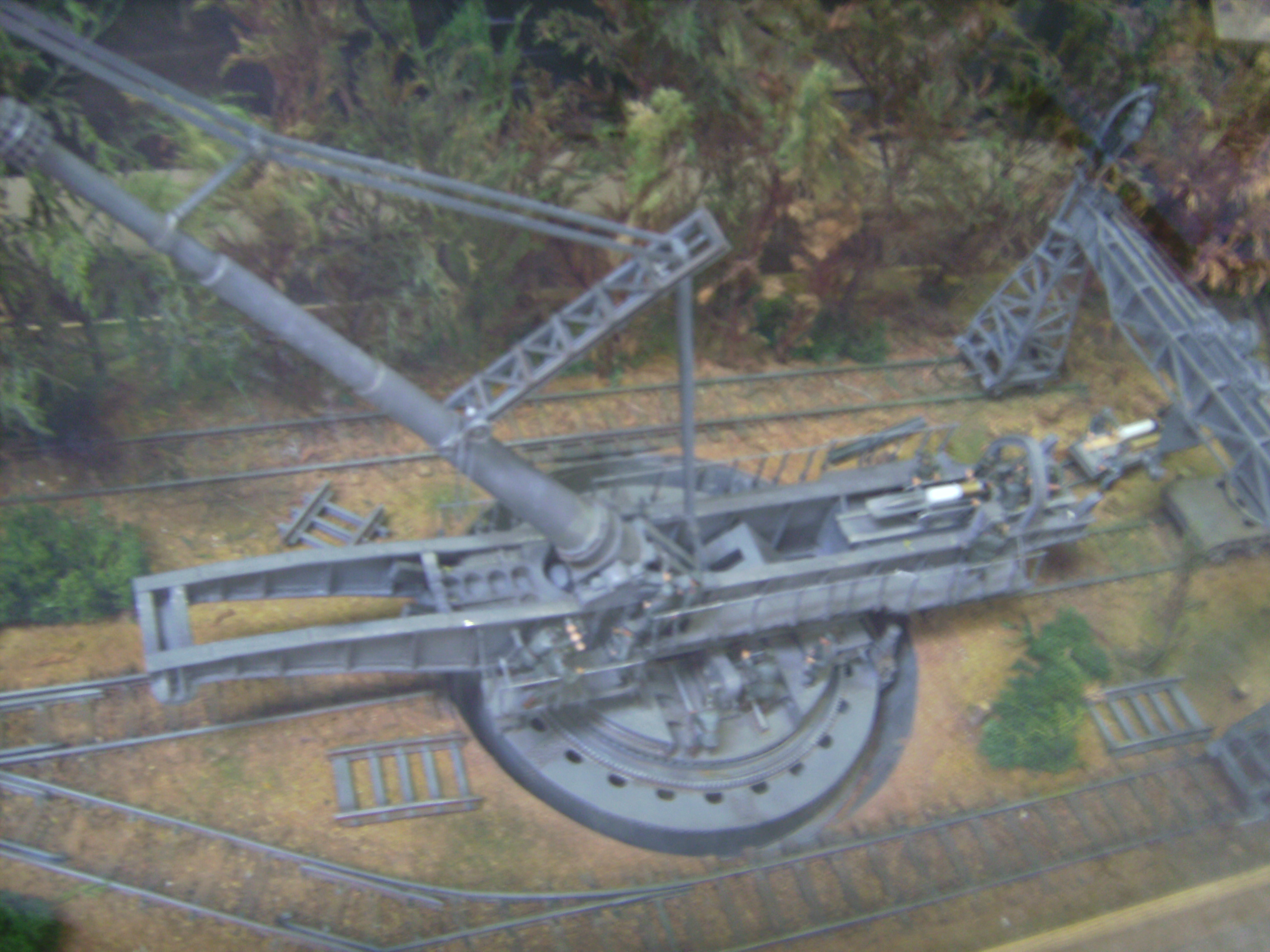
パリ砲の模型

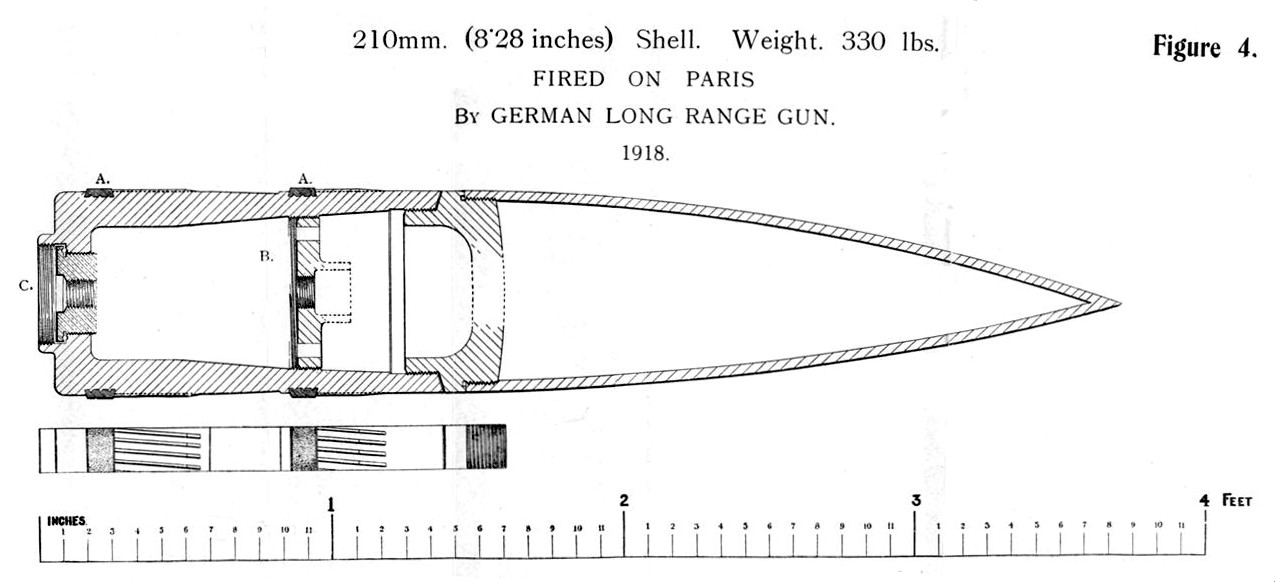
復元された砲弾に基づく断面図

連合軍の進撃に直面したドイツ軍が自らこの砲を破壊したため、詳細な能力はいまだ不明で、参照可能なすべての数値は近似値による。図面の数値は、武器そのものの大きさ、射程や性能に至るまでかなり幅があり、発射された弾数すら正確には判明していない。
自重は256トンに及び、砲架は鋼鉄製の砲床に据えられ、布陣や補給といった輸送は鉄道で行われた。砲身は既存の380mm海軍砲（砲身長17m）の内側に、新設計の210mm砲身（砲身長30m）を挿入した二重構造となっていた。内腔には施条（ライフリング）が付けられていたが、砲口には長さ約6mの滑腔砲身が取り付けられており、これは弾道を安定させることを目的とした。長大な砲身が自重で垂れることを防ぐために、砲身を支える支柱が取り付けられていた。当初は海軍管轄の兵器として設計され、海軍提督の指揮下、80名の海軍砲兵が操作を行った。また発射音で敵に発見されないように、標準的な重砲がとり囲み、「雑音の壁」を作り出した。
この砲からは約94kgの砲弾が発射され、弾道は高度40kmにまで達し成層圏に届いた。40kmという高度を通過することで空気抵抗が減少するため、約130kmという驚異的な射程を実現した。発射直後、1600m/s（音速の約5倍）に到達した砲弾は170秒間の弾道を飛翔した。パリ砲の射程はコリオリの力の影響を受けるに十分な距離で、弾道計算の考慮に入れる必要があった。最初の着弾が予測より393m短く、1343m横にずれたことは、コリオリの力の影響を考慮に入れなければ説明がつかなかった。
砲弾は施条により回転力を与えられ、高い速度で発射されたが、これにより施条は相当削られた。このため、一発発射するごとに、砲弾は一回り直径の大きなものが用意され、発射薬量も変更された。1発ごとに口径が異なるため、砲弾は発射順序が決められていた。発射順序を示す番号がつけられた65発の砲弾を発射した砲身は、次に240mm口径に施条の切り直しが行われた。

## 第一次世界大戦での戦歴
パリ砲はパリから75マイル（約120km）の位置にあるランの付近、クシー（Coucy）の森に置かれた。最初の発射は1918年3月21日午前7時18分、北緯49度5分から西南西の方位角232度に向け発射された。通常の砲弾の射程にドイツ軍がいなかったため、最初フランス側では航空機からの爆弾投下と考えたが飛行機を見た者はなく、集められた破片により、砲撃だと判明した。全体でおそらく320 - 367発の砲弾が発射され、250名が死亡し620名が負傷、家屋などにも相当の被害が出た。
パリ砲は、1918年8月、連合軍の進軍に脅かされたことにより、ドイツに撤退した。その後連合軍がこの砲を捕捉することはなく、終戦近くにドイツによって完全に破壊されたと考えられている。予備の砲座がChâteau-Thierryの近くでアメリカ陸軍に接収されたが、砲そのものは全く発見されなかった。

## 運用について
射撃は海軍が取り仕切り、60-80人の海兵隊員と民間のエンジニアや測量工兵によって行われていた。総責任者はMaximilian Rogge海軍中将（Vizeadmiral）であった。
射弾観測は、スパイと新聞から確認していた。
夜間に砲撃を行うと発射の光で発見されることから、日中に射撃が行われた。音源標定をごまかすため、近くの重火砲を30門同時発射していた。
空襲の方が効果が高かったため、第一次世界大戦後には使用されることはなかった。